# Give Till It's Gone
| Recensione           | Giudizio |
| -------------------- | -------- |
| All Music Guide      |          |
| Entertainment Weekly | A-       |
| Paste Magazine       | 8.6      |
| Rolling Stone        |          |
| Spin                 |          |
| Il Tempo             |          |

Give Till It's Gone è il decimo album in studio di Ben Harper, pubblicato in Italia il 10 maggio 2011 dall'etichetta EMI Music, una settimana prima rispetto alla pubblicazione internazionale, avvenuta il 17 maggio dello stesso anno per Virgin Records.
Il disco ha ottenuto recensioni generalmente favorevoli da parte della critica internazionale.

## Anticipazioni
L'album, inizialmente previsto per l'autunno 2010, è stato poi rimandato per decisione della casa discografica.
In Italia l'album è stato anticipato dal singolo Don't Give Up on Me Now, uscito il 1º aprile 2011. Il primo singolo scelto per il mercato internazionale è stato invece Rock N' Roll Is Free, reso disponibile in download gratuito il 22 marzo 2011 attraverso il sito web di Amazon.

## Il disco
A detta dello stesso Ben Harper, Give Till It's Gone è «una reale estensione dell'ultimo anno e mezzo della mia vita, e tutti questi suoni sono ispirati alle mie esperienze. Non avrei potuto realizzare una "ammissione" musicale più sincera». Tra le tematiche presenti nel disco è presente infatti anche la fine dell'amore, con riferimento alla separazione tra il cantante e l'attrice Laura Dern, avvenuta nel corso del 2010.
Il brano Rock N' Roll Is Free è invece ispirato all'esibizione di Neil Young in Rockin' in the Free World, alla quale il cantautore ha assistito in occasione dell'apertura di un suo concerto a Londra nel 2010.
L'album contiene una collaborazione con Jackson Browne, proprietario del Los Angeles Studio, nel quale sono avvenute le registrazioni della maggior parte del disco. Il cantautore statunitense partecipa infatti al brano Pray That Our Love Sees the Dawn.
Spilling Faith e Get There from Here vedono invece la partecipazione di Ringo Starr in qualità di batterista e coautore.
Si tratta del primo disco da solista di Ben Harper dopo l'album Both Sides of the Gun del 2006. Il cantautore ha spiegato questa sua scelta affermando di aver seguito l'istinto, ma anche di aver voluto chiudere il proprio contratto con l'etichetta Virgin Records allo stesso modo in cui era iniziato, ovvero con la pubblicazione di un disco da solista. In questo album Ben Harper è affiancato dalla band Relentless7.

## Tracce
CD (EAN 5099909506725)
1. Don't Give Up on Me Now – 3:32 (Ben Harper, Jason Mozersky)
2. I Will Not Be Broken – 5:04 (Ben Harper, Jason Mozersky)
3. Rock N' Roll Is Free – 4:21 (Ben Harper)
4. Feel Love – 3:46 (Ben Harper, Jason Mozersky)
5. Clearly Severely – 4:52 (Ben Harper, Jason Mozersky, Jordan Richardson)
6. Spilling Faith – 3:31 (Ben Harper, Jason Mozersky, Jordan Richardson, Ringo Starr, Jesse Ingalls)
7. Get There from Here – 5:54 (Ben Harper, Jason Mozersky, Jordan Richardson, Ringo Starr, Jesse Ingalls)
8. Pray That Our Love Sees the Dawn – 4:42 (Ben Harper, Jason Mozersky)
9. Waiting On a Sign – 5:00 (Ben Harper, Jesse Ingalls)
10. Dirty Little Lover – 4:46 (Ben Harper, Jordan Richardson)
11. Do It for You, Do It for Us – 4:27 (Ben Harper, Jason Mozersky, Jesse Ingalls)

Durata totale: 49:55

## Classifiche
| Classifica (2011) | Posizione massima |
| ----------------- | ----------------- |
| Australia         | 9                 |
| Belgio (Fiandre)  | 72                |
| Belgio (Vallonia) | 16                |
| Canada            | 12                |
| Francia           | 3                 |
| Italia            | 2                 |
| Nuova Zelanda     | 13                |
| Portogallo        | 25                |
| Spagna            | 49                |
| Stati Uniti       | 15                |
| Svizzera          | 6                 |